# Kelisia sulcata
Kelisia sulcata är en insektsart som beskrevs av Ribaut 1934. Kelisia sulcata ingår i släktet Kelisia och familjen sporrstritar. Inga underarter finns listade i Catalogue of Life.